# Silkeborg gamle rådhus
Silkebog gamle rådhus eller Silkeborg Ting- og Arresthus er et fredet rådhus, der ligger i Silkeborg. Det blev opført i 1857 og blev fredet i 1978. I dag huser det Drewsens Livsstil og spisehus.

## Historie
Rådhuset blev opført i 1857 med Hans Christian Zeltner som arkitekt. Zeltner havde tidligere tegnet rådhusene i Horsens og Skanderborg. Bygningen var i brug frem til 1970, hvor et nyt rådhus blev indviet på Søvej. Det blev herefter brugt som domhus, men dette stoppede i 2007 med strukturreformen, som reducerede antallet af kommuner. Det stod herefter ubrugt i nogle år. Frem til 2014 blev det brugt som byens turistkontor. I 2017 åbnede Drewsens spisehus og Bang & Olufsen i stueetagen.

## Beskrivelse
Rådhuset er i to etager og er blevet opført i historicistisk stil, inspireret af nederlandsk renæssance og Rosenborg. Det har kamtakker og et lavt sekskantet tårn med kobbertag i midten ud mod torvet.